# Arne Tiselius
Arne Tiselius (n. 10 august 1902, Stockholm, Suedia-Norvegia – d. 29 octombrie 1971, Helga Trefaldighet⁠(d), Uppsala län, Suedia) a fost un chimist suedez, laureat al Premiului Nobel pentru cercetările privind fenomenele de adsorbție și electroforeză a proteinelor serice.

## Cariera științifică
În anul 1925 termină cursurile Universității din Uppsala, Suedia, iar în anul 1938 devine profesor la această universitate. În 1951 este numit director al Institutului de Biochimie, iar între anii 1946 și 1950 este președinte al Consiliului de Stat de cercetări în domeniul științelor reale din Suedia. Lucrările sale de bază sunt dedicate cercetării adsorbției și electroforezei:
- 1931-1935 – elaborează metoda cromatografică de adsorbție frontală, cu al cărei ajutor a putut analiza calitativ și cantitativ amestecuri ce conțineau aminoacizi, peptide, hidrați de carbon.
- 1935 – în urma efectuării cercetărilor asupra electroforezei a elaborat metoda electroforetică de analiză a biocoloizilor cu diferite modificații – microelectroforeză, electroforeză pe hârtie, imunoelectroforeză; a utilizat metoda de electroforeză la rezolvarea unui șir de probleme în biochimie – cercetarea și separarea serurilor normale și patologice, cercetarea proteinelor pure și a amestecurilor lor, a fermenților, a nucleoproteinelor, a acizilor nucleici, a aminoacizilor ș.a.; cu ajutorul imunoelectroforezei a pus bazele cercetării structurii proteice a serului sanguin normal, extrăgând din el trei proteine diferite (până în prezent au fost detectate peste 20).
- 1951-1955 – președinte al Uniunii Internaționale de chimie teoretică și aplicată.
- 1960-1971 – președinte al Comitetului Nobel pentru Chimie, membru al mai multor Academii de Științe și Societăți Științifice.

În anul 1948 câștigă premiul Nobel pentru Chimie.